# Leptotes atavica
Leptotes atavica är en fjärilsart som beskrevs av Ruggero Verity 1943. Leptotes atavica ingår i släktet Leptotes och familjen juvelvingar. Inga underarter finns listade i Catalogue of Life.